# Reino da Hungria (1920-1946)
O Reino da Hungria (em húngaro: Magyar Királyság), referido retrospectivamente como a Regência[a] e Era Horthy[b] existiu como um país de 1920 a 1946[c] sob o governo de Miklós Horthy, Regente da Hungria, que representou oficialmente a monarquia húngara. Na realidade, não havia rei, e as tentativas do rei Carlos IV de retornar ao trono pouco antes de sua morte foram impedidas por Horthy.
A Hungria sob Horthy foi caracterizada por seu caráter conservador, nacionalista e ferozmente anticomunista; alguns historiadores descreveram esse sistema como semifascista. O governo era baseado em uma aliança instável de conservadores e direitistas. A política externa foi caracterizada pelo revisionismo — a revisão total ou parcial do Tratado de Trianon, que fez a Hungria perder mais de 70% de seu território histórico, juntamente com mais de três milhões de húngaros, que viviam principalmente nos territórios fronteiriços fora das novas fronteiras do reino, no Reino da Romênia e nos estados recém-criados da Tchecoslováquia e no Reino dos Sérvios, Croatas e Eslovenos (na Romênia bastante ampliada, também permaneceu uma população húngara significativa na Terra de Székely). A Áustria republicana, sucessora da outra metade da Áustria-Hungria, também recebeu alguns territórios menores da Hungria. Assim, o reino pós-1918 pode ser descrito como um estado remanescente. A política entreguerras da Hungria foi dominada pelo foco nas perdas territoriais sofridas com esse tratado, com o ressentimento perdurando até o presente.
A influência da Alemanha Nazista na Hungria levou alguns historiadores a concluir que o país se tornou cada vez mais um estado cliente depois de 1938. O Reino da Hungria foi uma potência do Eixo durante a Segunda Guerra Mundial, com a intenção de recuperar o território de maioria húngara que havia sido perdido no Tratado de Trianon, o que fez principalmente no início de 1941, após a Primeira e a Segunda Concessões de Viena e após se juntar à invasão alemã da Iugoslávia. Em 1944, após grandes reveses para o Eixo, o governo de Horthy negociou secretamente com os Aliados e também considerou deixar a guerra. Por causa disso, a Hungria foi ocupada pela Alemanha e Horthy foi deposto. O líder do partido extremista da Cruz Flechada, Ferenc Szálasi, estabeleceu um novo governo apoiado pelos nazistas, efetivamente transformando a Hungria em um estado fantoche ocupado pelos alemães. Quando a União Soviética chegou à Hungria, os seus partidos antifascistas acharam possível criar um Governo Nacional Provisório da Hungria, que se aliou à União Soviética nos últimos meses da guerra e iniciou reformas progressistas e a transição para uma república.
Após a Segunda Guerra Mundial, o país caiu na esfera de influência da União Soviética. Mudou seu nome para Estado Húngaro (em húngaro: Magyar Állam) e a Segunda República Húngara foi proclamada logo depois em 1946, sucedida pela República Popular da Hungria em 1949.

## Formação
Após a dissolução da Áustria-Hungria após a Primeira Guerra Mundial, a República Democrática Húngara e a República Soviética Húngara foram brevemente proclamadas em 1918 e 1919, respectivamente. O curto governo comunista de Béla Kun lançou o que ficou conhecido como "Terror Vermelho", envolvendo a Hungria em uma guerra malfadada com a Romênia. Em 1920, o país entrou em um período de conflito civil, com anticomunistas e monarquistas húngaros expurgando violentamente os comunistas, intelectuais de esquerda e outros que os ameaçavam, especialmente os judeus. Este período ficou conhecido como "Terror Branco". Em 1920, após a retirada das últimas forças de ocupação romenas, o Reino da Hungria foi restaurado.

Após o colapso do curto regime comunista, de acordo com o historiador István Deák :
Entre 1919 e 1944, a Hungria foi um país de direita. Forjados a partir de uma herança contrarrevolucionária, seus governos defendiam uma política "nacionalista cristã"; exaltavam o heroísmo, a fé e a unidade; desprezavam a Revolução Francesa e rejeitavam as ideologias liberais e socialistas do século XIX. Os governos viam a Hungria como um baluarte contra o bolchevismo e os supostos "instrumentos" do bolchevismo: socialismo, cosmopolitismo e maçonaria . Eles perpetuaram o governo de uma pequena camarilha de aristocratas, funcionários públicos e oficiais do exército, e cercaram com adulação o chefe de estado, o contrarrevolucionário Almirante Horthy.

## Regência

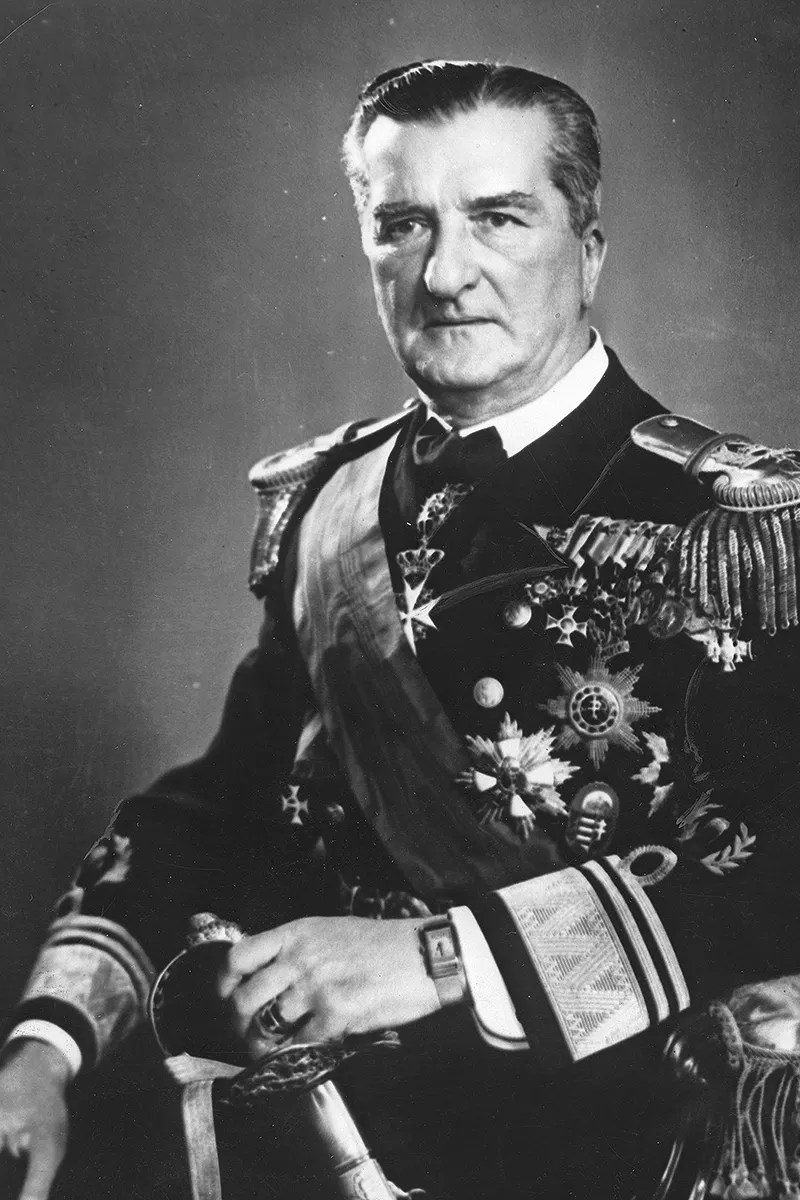
Miklós Horthy, regente da Hungria

Em 29 de fevereiro de 1920, uma coalizão de forças políticas de direita se uniu e fez com que a Hungria retornasse a ser uma monarquia constitucional. Entretanto, era óbvio que os Aliados não aceitariam o retorno dos Habsburgos. Anteriormente, o arquiduque José Augusto havia se declarado regente, mas renunciou após duas semanas quando os Aliados se recusaram a reconhecê-lo.
Foi então decidido escolher um regente para representar a monarquia até que um acordo pudesse ser alcançado. Miklós Horthy, o último almirante comandante da Marinha Austro-Húngara, foi escolhido para esta posição em 1º de março. Sándor Simonyi-Semadam foi o primeiro primeiro-ministro da regência de Horthy.
Em 1921, Carlos retornou à Hungria e tentou retomar o trono, chegando a tentar marchar sobre Budapeste com algumas tropas rebeldes em outubro de 1921; no entanto, suas tentativas falharam, pois grande parte do Exército Real Húngaro permaneceu leal a Horthy e, portanto, Carlos foi preso e exilado na Madeira.
Em 6 de novembro de 1921, a Dieta da Hungria aprovou uma lei anulando a Sanção Pragmática de 1713, destronando Carlos IV e abolindo os direitos da Casa de Habsburgo ao trono da Hungria. A Hungria era um reino sem realeza. Com a agitação civil grande demais para selecionar um novo rei, decidiu-se confirmar Horthy como regente da Hungria. Ele permaneceu nesse poderoso status presidencial até ser deposto em 1944.

## Governo

Estandarte do Regente da Hungria

O governo de Horthy como regente possuía características que poderiam ser interpretadas como uma ditadura. Como contraponto, seus poderes eram uma continuação dos poderes constitucionais do Rei da Hungria, adotados anteriormente durante a federação com o Império Austríaco. Como regente, Horthy tinha o poder de adiar ou dissolver a Dieta Húngara (parlamento) a seu próprio critério; ele nomeou o primeiro-ministro húngaro.
A sucessão após a morte ou renúncia de Horthy nunca foi oficialmente estabelecida; presumivelmente, o Parlamento Húngaro teria selecionado um novo regente, ou possivelmente tentado restaurar os Habsburgos sob o príncipe herdeiro Oto da Áustria. Em janeiro de 1942, o Parlamento nomeou o filho mais velho de Horthy, István, como vice-regente e esperado sucessor. Não está claro se isso representa uma tentativa de restabelecer gradualmente a monarquia na Hungria; de qualquer forma, István morreu em um acidente de avião em agosto daquele ano, e um novo vice-regente não foi nomeado.
Durante seus primeiros dez anos, Horthy liderou uma repressão crescente às minorias húngaras. Em 1920, a lei do numerus clausus estabeleceu formalmente limites ao número de estudantes de minorias na universidade e legalizou castigos corporais para adultos em casos criminais. Embora a lei parecesse aplicar-se em igual medida a todas as minorias, o sistema de quotas étnicas nunca foi totalmente introduzido e a lei agiu em grande parte para ocultar acções anti-judaicas dos observadores estrangeiros. As limitações foram relaxadas em 1928. Os critérios raciais na admissão de novos alunos foram removidos e substituídos por critérios sociais. Foram criadas cinco categorias: funcionários públicos, veteranos de guerra e oficiais do exército, pequenos proprietários de terras e artesãos, industriais e classes comerciantes.  Sob o comando de István Bethlen como primeiro-ministro, o sistema eleitoral foi alterado para reintroduzir um sistema de votação aberta fora de Budapeste e arredores e cidades com direitos municipais. O partido político de Bethlen, o Partido da Unidade, venceu repetidas eleições. Bethlen pressionou pela revisão do Tratado de Trianon. Após o colapso da economia húngara de 1929 a 1931, a turbulência nacional levou Bethlen a renunciar ao cargo de primeiro-ministro. Em 1938, as mudanças no sistema eleitoral foram revertidas.
As condições sociais no reino não melhoraram com o passar do tempo, pois uma proporção muito pequena da população continuou a controlar grande parte da riqueza do país. Os judeus eram continuamente pressionados a se assimilar à cultura dominante húngara. A situação desesperadora forçou o regente, Horthy, a aceitar o político de extrema direita Gyula Gömbös como primeiro-ministro. Ele prometeu manter o sistema político existente. Gömbös concordou em abandonar seu antissemitismo extremo e permitir que alguns judeus entrassem no governo.
No poder, Gömbös levou a Hungria em direção a um governo de partido único, como os da Itália Fascista e Alemanha Nazista. A pressão da Alemanha nazista por antissemitismo extremo forçou a saída de Gömbös e a Hungria perseguiu o antissemitismo sob suas "Leis Judaicas". Inicialmente, o governo aprovou leis restringindo a presença de judeus a 20% em diversas profissões. Mais tarde, o governo usou os judeus como bodes expiatórios para a economia decadente do país.
Em março de 1944, respondendo ao avanço das forças soviéticas, o primeiro-ministro Miklós Kállay, com o apoio de Horthy, estabeleceu contatos com os Aliados para abrir negociações e trocar de lado; no entanto, isso chegou ao conhecimento dos alemães, que invadiram a Hungria e rapidamente tomaram o país, encontrando apenas resistência limitada. Com o país agora sob ocupação alemã, Horthy foi forçado a remover Kállay de seu cargo e nomear o político pró-nazista Döme Sztójay como o novo primeiro-ministro. Sztójay legalizou o partido anti-semita e pró-nazista da Cruz Flechada, deportou um grande número de judeus húngaros para a Alemanha e iniciou uma repressão violenta contra a oposição liberal e de esquerda.
Com o passar dos meses, Horthy ficou cada vez mais horrorizado com os métodos brutais de Sztójay e alarmado com o rápido colapso da Frente Oriental. Em agosto de 1944, ele depôs o primeiro-ministro pró-alemão e instalou um governo mais equilibrado liderado por Géza Lakatos, em um esforço para se envolver com os Aliados e evitar a ocupação pela União Soviética. Isso não agradou Hitler e, em outubro, as forças alemãs derrubaram Horthy e Lakatos e instalaram um regime fantoche liderado por Ferenc Szálasi, do Partido da Cruz Flechada. O Partido da Cruz Flechada nunca aboliu a monarquia como forma de governo, e os jornais húngaros continuaram a se referir ao país como o Reino da Hungria (Magyar Királyság), embora Magyarország (Hungria) fosse usado como alternativa. De maio a junho de 1944, as autoridades húngaras rapidamente prenderam e transportaram centenas de milhares de judeus húngaros para campos de concentração nazistas, onde a maioria morreu.
Após a queda do regime de Szálasi, um governo apoiado pelos soviéticos, liderado por Béla Miklós, ficou nominalmente no controle de todo o país. Um Alto Conselho Nacional foi nomeado em janeiro para assumir a regência, e incluía membros do Partido Comunista Húngaro, como Ernő Gerő, e mais tarde Mátyás Rákosi e László Rajk.

## Economia
Após o estabelecimento do reino logo após a Primeira Guerra Mundial, o país sofreu com o declínio econômico, déficits orçamentários e alta inflação como resultado da perda de territórios economicamente importantes sob o Tratado de Trianon, incluindo a Tchecoslováquia, Romênia e Iugoslávia. As perdas de terras do Tratado de Trianon em 1920 fizeram com que a Hungria perdesse áreas agrícolas e industriais, tornando-a dependente da exportação de produtos das terras agrícolas que lhe restavam para manter sua economia. O governo do primeiro-ministro István Bethlen lidou com a crise econômica buscando grandes empréstimos estrangeiros, o que permitiu ao país alcançar a estabilização monetária no início da década de 1920. Ele introduziu uma nova moeda em 1927, o pengő. A produção industrial e agrícola aumentou rapidamente e o país beneficiou do florescente comércio externo durante a maior parte da década de 1920.
Após o início da Grande Depressão em 1929, a prosperidade entrou em colapso rapidamente no país, especialmente em parte devido aos efeitos econômicos da falência do banco Österreichische Creditanstalt em Viena, Áustria. De meados da década de 1930 até a década de 1940, depois que as relações melhoraram com a Alemanha, a economia da Hungria se beneficiou do comércio. A economia húngara tornou-se dependente da Alemanha.

## Política externa

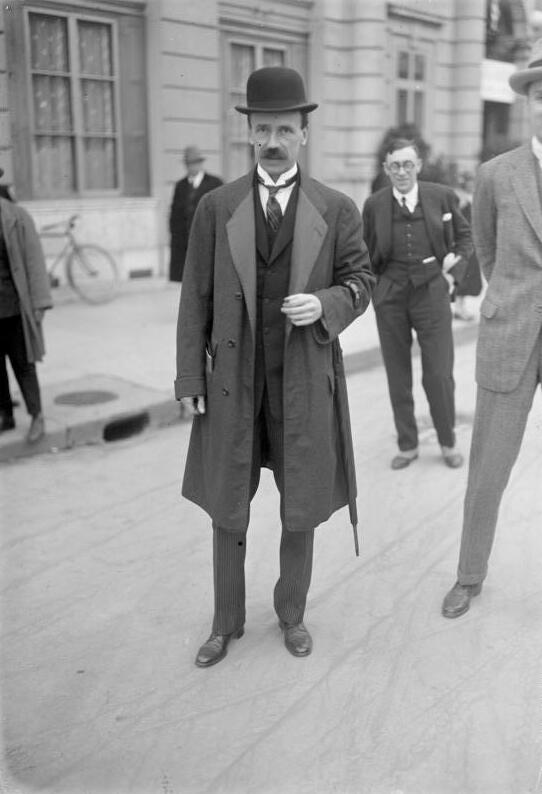
István Bethlen, primeiro-ministro da Hungria.

Inicialmente, apesar de uma mudança em direção ao nacionalismo, o novo estado sob Horthy, em um esforço para evitar novos conflitos, assinou o Tratado de Trianon em 4 de junho de 1920, reduzindo substancialmente o tamanho da Hungria: toda a Transilvânia foi tomada pela Romênia; grande parte da Alta Hungria tornou-se parte da Tchecoslováquia; a Voivodina foi atribuída ao Reino dos Sérvios, Croatas e Eslovenos (conhecido depois de 1929 como Iugoslávia); e o Estado Livre de Fiume foi criado.
Com uma sucessão de primeiros-ministros cada vez mais nacionalistas, a Hungria passou a se ressentir do Tratado de Trianon e se alinhou aos dois estados fascistas da Europa, Alemanha e Itália, que se opuseram às mudanças nas fronteiras nacionais na Europa no final da Primeira Guerra Mundial. O ditador fascista italiano Benito Mussolini buscou laços mais estreitos com a Hungria, começando com a assinatura de um tratado de amizade entre a Hungria e a Itália em 5 de abril de 1927. Gyula Gömbös era um admirador declarado dos líderes fascistas. Gömbös tentou forjar uma unidade trilateral mais próxima entre Alemanha, Itália e Hungria, agindo como intermediário entre a Alemanha e a Itália, cujos dois regimes fascistas quase entraram em conflito em 1934 por causa da questão da independência da Áustria. Gömbös acabou por persuadir Mussolini a aceitar a anexação da Áustria por Hitler no final da década de 1930. Diz-se que Gömbös cunhou a frase "eixo", que aplicou à sua intenção de criar uma aliança com a Alemanha e a Itália; esses dois países usaram-na para denominar a sua aliança como o eixo Roma-Berlim. Pouco antes da Segunda Guerra Mundial, a Hungria se beneficiou de seus laços estreitos com a Alemanha e a Itália quando o Acordo de Munique obrigou a Tchecoslováquia e a Hungria a resolver suas disputas territoriais por meio de negociação. Finalmente, a Primeira Concessão de Viena reatribuiu as partes do sul da Tchecoslováquia à Hungria e, logo após a abolição da Tchecoslováquia, a Hungria ocupou e anexou o restante da Ucrânia dos Cárpatos.

## Segunda Guerra Mundial

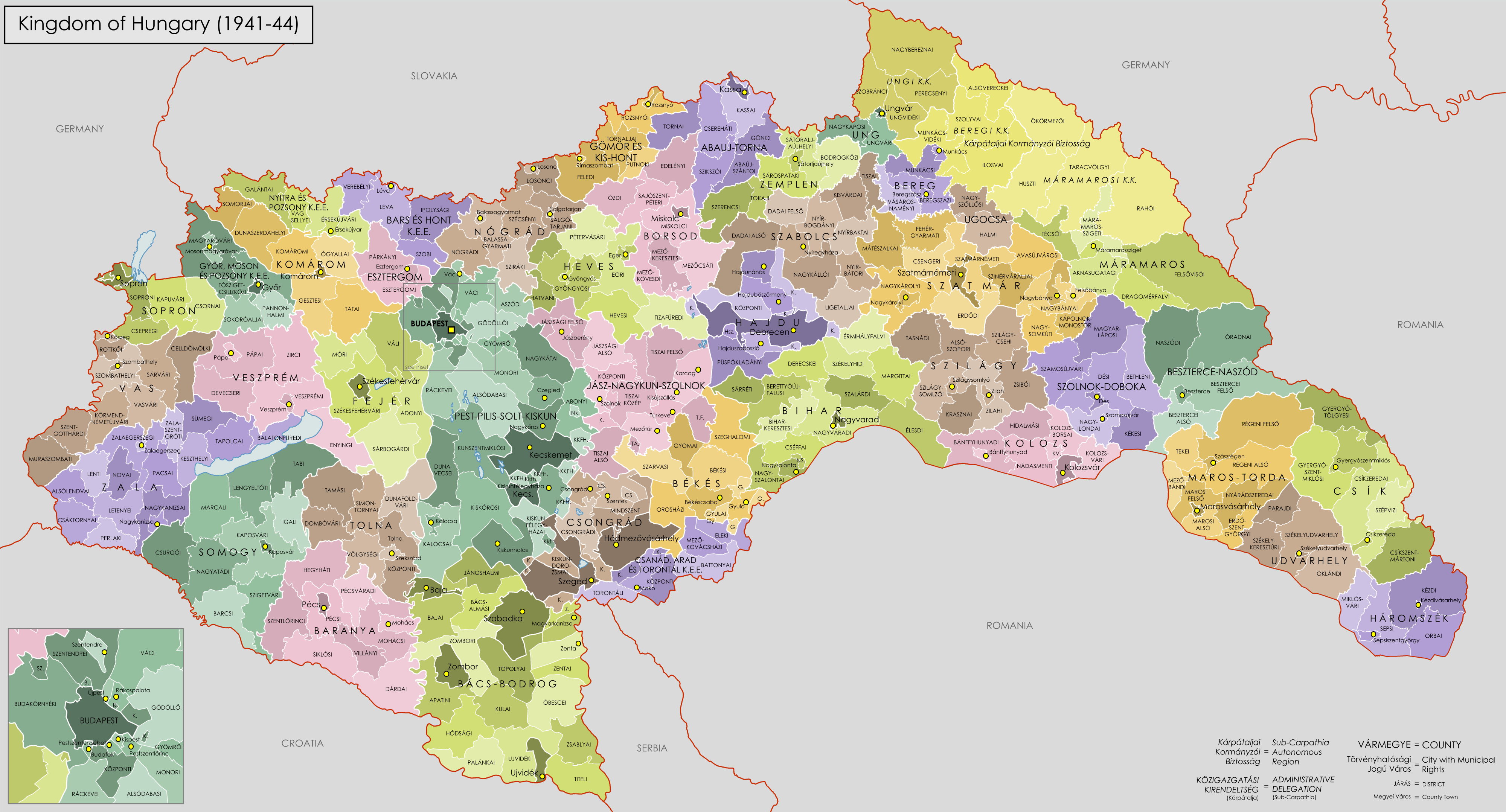
O Reino da Hungria em 1941

Após a bem-sucedida política de revisão, a Hungria buscou novas soluções para o restante de seus antigos territórios e exigiu a concessão do território da Transilvânia à Romênia. As potências do Eixo não estavam interessadas em abrir um novo conflito na Europa Central; ambos os países enfrentavam fortes pressões diplomáticas para evitar qualquer operação militar. Finalmente, ambas as partes aceitaram a arbitragem da Alemanha e da Itália, conhecida como Segunda Arbitragem de Viena, e, como resultado, o Norte da Transilvânia foi cedido à Hungria. Pouco depois, o Reino da Hungria juntou-se às potências do Eixo. Hitler exigiu que o governo húngaro seguisse a agenda militar e racial da Alemanha para evitar possíveis conflitos no futuro. O antissemitismo já era uma causa política estabelecida pela extrema direita na Hungria. Em 1944, após a expulsão de Horthy por Hitler e antes da instalação do Partido Nacional-Socialista da Cruz Flechada, o governo húngaro prontamente auxiliou a Alemanha Nazista na deportação de centenas de milhares de judeus para campos de concentração durante o Holocausto, onde a maioria deles morreu.
Em abril de 1941, a Hungria deixou a Wehrmacht entrar em seu território, apoiando assim a Alemanha e a Itália na invasão da Iugoslávia. Após a proclamação do Estado Independente da Croácia, a Hungria juntou-se às operações militares e foi autorizada a anexar a região de Bačka (Bácska) na Voivodina, que tinha uma maioria de húngaros, bem como a região de Muraköz (atuais Prekmurje e Medjimurje), que tinha grandes minorias eslovenas e croatas, respectivamente.
Em 27 de junho de 1941, László Bárdossy declarou guerra à União Soviética. Temendo uma possível mudança de apoio aos romenos, o governo húngaro enviou forças armadas para apoiar o esforço de guerra alemão durante a Operação Barbarossa. Esse apoio custou caro aos húngaros. Quase todo o Segundo Grupo de Exército do Exército Real Húngaro foi perdido durante a Batalha de Stalingrado.

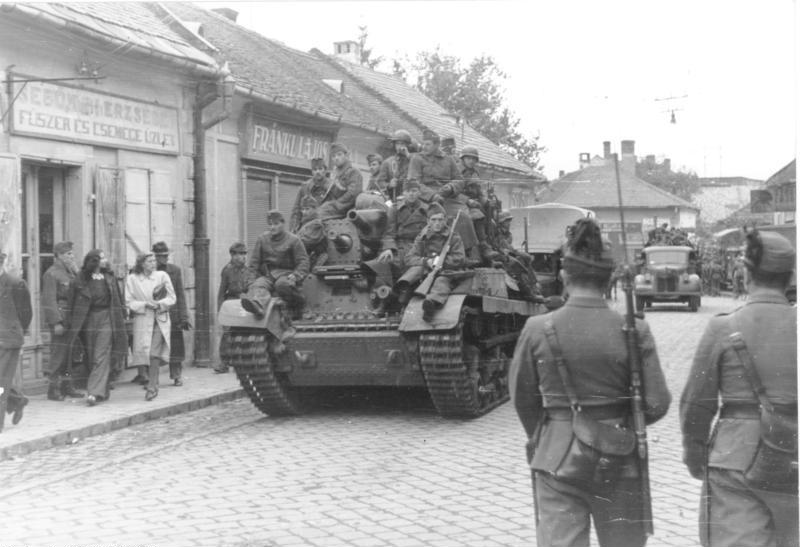
Blindados e infantaria húngara em retirada, agosto de 1944

No início de 1944, com as forças soviéticas avançando rapidamente do leste, a Hungria foi pega tentando contatar os britânicos e os americanos para escapar secretamente da guerra e estabelecer um armistício com os Aliados. Em 19 de março de 1944, os alemães responderam invadindo a Hungria na Operação Margarethe. As forças alemãs ocuparam locais importantes para garantir a lealdade húngara. Eles colocaram Horthy em prisão domiciliar e substituíram o primeiro-ministro Miklós Kállay por um sucessor mais flexível. Döme Sztójay, um ávido apoiador dos nazistas, tornou-se o novo primeiro-ministro húngaro. Sztójay governou com a ajuda de um governador militar nazista, Edmund Veesenmayer: ele legalizou o antissemita e pró-nazista Partido da Cruz Flechada, começou a deportar judeus húngaros em massa para a Alemanha e iniciou uma repressão violenta à oposição liberal e de esquerda. Cada vez mais horrorizado com os métodos de Sztójay e alarmado com o colapso iminente da Frente Oriental, Horthy finalmente conseguiu removê-lo em agosto de 1944 e substituí-lo pelo mais equilibrado Géza Lakatos.
Em outubro do mesmo ano, os húngaros foram novamente pegos tentando abandonar a guerra, e os alemães lançaram a Operação Panzerfaust. Eles substituíram Horthy pelo líder da Cruz Flechada, Ferenc Szálasi. O Governo de Unidade Nacional foi proclamado e continuou a guerra ao lado do Eixo. Szálasi não substituiu Horthy como regente, mas foi nomeado "Líder da Nação" ("Nemzetvezető" ) e primeiro-ministro do novo "estado húngaro". A perseguição antissemita e os pogroms aumentaram durante o regime de Szálasi e as suas milícias foram as únicas responsáveis pelo assassinato de 10.000 a 15.000 judeus húngaros.
O novo regime quisling, no entanto, teve vida curta, pois em novembro de 1944 o Exército Vermelho já havia chegado a Budapeste e um longo cerco começou, enquanto Szálasi fugia da capital. Em 21 de dezembro de 1944, uma "Assembleia Interina" húngara se reuniu em Debrecen, com a aprovação da União Soviética. Esta assembleia elegeu um contragoverno interino liderado por Béla Miklós, antigo comandante do Primeiro Exército Húngaro.
O novo governo declarou guerra à Alemanha, concluiu um armistício com as potências aliadas e estabeleceu Tribunais Populares para processar criminosos de guerra acusados em janeiro de 1945; em março, implementou uma reforma agrária. Agiu sob a supervisão da Comissão de Controle Aliada, dominada pelos soviéticos, chefiada pelo marechal soviético Kliment Voroshilov. Como o governo húngaro manteve o controle sobre o exército húngaro, o governo de Debrecen começou a formar o novo exército para ajudar a URSS na guerra; no entanto, os voluntários húngaros conseguiram criar apenas pequenas unidades, e a maior unidade húngara a lutar no lado soviético foi o Regimento de Voluntários de Buda.
Budapeste capitulou em fevereiro de 1945 e o chamado Governo de Unidade Nacional, agora exilado em Munique, foi dissolvido no final de março de 1945.

## Dissolução
Sob a ocupação soviética, o destino do Reino da Hungria já estava determinado. Um Alto Conselho Nacional foi nomeado chefe de estado coletivo do país até que a monarquia fosse formalmente abolida em 1º de fevereiro de 1946. A regência foi substituída pela Segunda República Húngara. Foi rapidamente seguido pela criação da República Popular da Hungria.

## Avaliação histórica
Tem havido algum debate sobre até que ponto o Estado húngaro das décadas de 1930 e 1940 pode ser classificado como fascista. De acordo com Richard Griffiths, a crescente dependência econômica do regime em relação à Alemanha, a aprovação de legislação antissemita e a participação no extermínio de judeus locais o colocam no âmbito do fascismo internacional.